# Bussemåla
Bussemåla is een plaats in de gemeente Ronneby in het landschap Blekinge en de provincie Blekinge län in Zweden. De plaats heeft 116 inwoners (2005) en een oppervlakte van 16 hectare. Het dorp ligt aan het Busseviken een baai van de Oostzee. Het grootste deel van de plaats is omringd door bos, maar er ligt ook wat landbouwgrond rond de plaats. Bij de plaats in de zee zijn verschillende plaatsen waar men boten neer kan leggen.